# Empty Box EP
Empty Box EP – debiutancki album grupy Blindside.

## Lista utworów
1. Empty Box
2. Born
3. Replay
4. Teddybear
5. Daughter (demo version)